# BonBon Girls 303
Bonbon Girls 303 (tiếng Trung: 硬糖少女303, pinyin: Yìng táng shaonǚ 303, Hán Việt: Ngạnh Đường Thiếu Nữ 303) là một nhóm nhạc nữ Trung Quốc được thành lập vào ngày 4 tháng 7 năm 2020. Nhóm nhạc gồm 7 thành viên được tuyển chọn từ show tuyển chọn tài năng Sáng Tạo Doanh 2020 của Tencent là Hy Lâm Na Y Cao, Triệu Việt, Vương Nghệ Cẩn, Trần Trác Tuyền, Trịnh Nãi Hinh, Lưu Tá Ninh và Trương Nghệ Phàm. Ngày 4 tháng 7 năm 2022, Bonbon Girls 303 chính thức tan rã 

## Lịch sử hoạt động

### Trước khi ra mắt:Sáng Tạo Doanh 2020
- Triệu Việt là thành viên đội NII của nhóm nhạc nữ thần tượng Trung Quốc SNH48 từ năm 2013.
- Trịnh Nãi Hinh là cựu thành viên nhóm nhạc nữ Thái Lan Milkshake.
- Lưu Tá Ninh là thành viên của nhóm nhạc nữ thần tượng Hàn Quốc Gugudan từ năm 2016.

Ngày 2 tháng 5 năm 2020, chương trình Sáng tạo doanh 2020 bắt đầu phát sóng trên kênh Đằng Tấn. Đêm chung kết diễn ra vào ngày 4 tháng 7 năm 2020, nhóm chính thức được thành lập từ 7 thực tập sinh có lượt bình chọn cao nhất bao gồm Hy Lâm Na Y Cao, Triệu Việt, Vương Nghệ Cẩn, Trần Trác Tuyền, Trịnh Nãi Hinh, Lưu Tá Ninh và Trương Nghệ Phàm.

### 2020: Ra mắt với "Định Luật Ngạnh Đường"
Ngày 11 tháng 8 năm 2020, nhóm đã phát hành mini album đầu tiên mang tên "Định Luật Ngạnh Đường".

### 2021: "Cô Nàng Lợi Hại"
Ngày 27 tháng 4 năm 2020, nhóm đã phát hành mini album thứ hai mang tên "Những Cô Nàng Lợi Hại".

### 2022: Album cuối cùng và tan rã.
Ngày 20 tháng 5 năm 2022, nhóm ra mắt mini album cuối cùng "Đừng Sợ, Tương Lai Sẽ Đến". 
Ngày 4 tháng 7 năm 2022, Bonbon girls 303 chính thức tan rã sau 2 năm hoạt động.

## Thành viên
| Hạng | Tên               | Tên        | Tên              | Tên                     | Ngày sinh         | Quốc tịch  | Công ty quản lý       | Số phiếu    | Tên fandom     | Màu tiếp ứng | Vị trí                                               |
| Hạng | Hán việt          | Tiếng Anh  | Tên khai sinh    | Phiên âm latinh         | Ngày sinh         | Quốc tịch  | Công ty quản lý       | Số phiếu    | Tên fandom     | Màu tiếp ứng | Vị trí                                               |
| ---- | ----------------- | ---------- | ---------------- | ----------------------- | ----------------- | ---------- | --------------------- | ----------- | -------------- | ------------ | ---------------------------------------------------- |
| 1    | Hy Lâm Na Y · Cao | Curley Gao | 希林娜依·高      | Xīlínnàyī · Gāo         | 31 tháng 7, 1998  | Trung Quốc | Mộng Hưởng Cường Âm   | 251,110,993 | Khỏa Lạp       |              | Center, Leader, Lead Dancer, Main Vocal, Rapper, ACE |
| 1    | Hy Lâm Na Y · Cao | Curley Gao | شىرىناي گاۋ      | Shirinay Gaw            | 31 tháng 7, 1998  | Trung Quốc | Mộng Hưởng Cường Âm   | 251,110,993 | Khỏa Lạp       |              | Center, Leader, Lead Dancer, Main Vocal, Rapper, ACE |
| 2    | Triệu Việt        | Akira      | 赵粤             | Zhao Yue                | 29 tháng 4, 1995  | Trung Quốc | Star48                | 180,117,595 | Dây Đỏ         |              | Main Dancer, Rapper, Chị cả                          |
| 3    | Vương Nghệ Cẩn    | Rita       | 王艺瑾           | Wang Yijǐn              | 25 tháng 12, 1996 | Trung Quốc | Truyền thông Gia Hành | 147,605,682 | 500g           |              | Vocal, Visual                                        |
| 4    | Trần Trác Tuyền   | Krystal    | 陈卓璇           | Chen Zhuoxuan           | 13 tháng 8, 1997  | Trung Quốc | Thiên Hạo Thịnh Thế   | 145,019,245 | Tuyền Phong    |              | Vocal, Spokespeaker                                  |
| 5    | Trịnh Nãi Hinh    | Nene       | 郑乃馨           | Zheng Naixin            | 25 tháng 6, 1997  | Trung Quốc | Hoa Ảnh Nghệ Tinh     | 125,278,972 | Neon           |              | Vocal, Visual                                        |
| 5    | Trịnh Nãi Hinh    | Nene       | พรนับพัน พรเพ็ญพิพัฒน์ | Pornnappan Pornpenpipat | 25 tháng 6, 1997  | Thái Lan   | Hoa Ảnh Nghệ Tinh     | 125,278,972 | Neon           |              | Vocal, Visual                                        |
| 6    | Lưu Tá Ninh       | Sally      | 刘些宁           | Liu Xiening             | 23 tháng 10, 1996 | Trung Quốc | Hot Idol              | 93,272,515  | Ninh Manh      |              | Main Dancer, Rapper, Visual                          |
| 7    | Trương Nghệ Phàm  | Ryka       | 张艺凡           | Zhang Yifan             | 10 tháng 2, 2000  | Trung Quốc | TF Entertainment      | 91,588,994  | Khoai Lang Nhỏ |              | Sub-Dancer, Maknae                                   |

- 1Hy Lâm Na Y Cao là trưởng nhóm
- 2Triệu Việt là thành viên của SNH48
- 3Trịnh Nãi Hinh là cựu thành viên nhóm Milkshake
- 4Lưu Tá Ninh là cựu thành viên nhóm Gugudan

## Danh sách bài hát

### Mini album
| Tên                       | Thông tin album | Danh sách bài hát | Doanh số      |
| ------------------------- | --- | --- | ------------- |
| Định Luật Ngạnh Đường     | - Phát hành: 11 tháng 8 năm 2020 - Ngôn ngữ: Trung Quốc - Hãng đĩa: Wajijiwa Entertainment - Hình thức: Album kỹ thuật số, album vật lý | Danh sách bài hát 1. Bạn Là Quan Trọng Nhất Nhất Nhất (You Are Everything To Me) 2. BONBON GIRLS 3. Quyết Chiến Thắng (We Are Young) 4. Cảnh Báo Phía Trước Là Siêu Hạng A (Super A Warning Ahead) 5. PLMM ("Thời Không Song Song Gặp Gỡ" OST) 6. Cảnh Báo Phía Trước Là Siêu Hạng A (Super A Warning Ahead) (Ballad Version） 7. Ăn Kẹo (Trick Or Treat) 8. Bạn Là Quan Trọng Nhất Nhất Nhất (You Are Everything To Me) (Inst.) 9. BONBON GIRLS (Inst.) 10. Quyết Chiến Thắng (We Are Young) (Inst.) 11. Cảnh Báo Phía Trước Là Siêu Hạng A (Super A Warning Ahead) (Inst.) 12. PLMM ("Thời Không Song Song Gặp Gỡ" OST) (Inst.) 13. Cảnh Báo Phía Trước Là Siêu Hạng A (Super A Warning Ahead) (Ballad Version) (Inst.) 14. Ăn Kẹo (Trick Or Treat) (Inst.) | - TQ: 802,652 |
| Những Cô Nàng Lợi Hại     | - Phát hành: 27 tháng 4 năm 2021 - Ngôn ngữ: Trung Quốc - Hãng đĩa: Wajijiwa Entertainment - Hình thức: Album kỹ thuật số, album vật lý | Danh sách bài hát 1. Tóc Hai Chùm (Slay And Play) 2. Vận May Hôm Nay (Fortune Of Today) 3. Những Cô Nàng Lợi Hại (Fearless Girls) 4. 2021 Không Muốn Ngủ (Funk Up Dance) 5. Trước Mùa Thu (Before Autumn) 6. Tóc Hai Chùm (Slay And Play) (English ver.) 7. Vận May Hôm Nay (Fortune Of Today) (Inst.) 8. Những Cô Nàng Lợi Hại (Fearless Girls) (Inst.) 9. 2021 Không Muốn Ngủ (Funk Up Dance) (Inst.) 10. Trước Mùa Thu (Before Autumn) (Inst.) |               |
| Đừng Sợ, Tương Lai Sẽ Đến | - Phát hành: 20 tháng 5 năm 2022 - Ngôn ngữ: Trung Quốc - Hãng đĩa: Wajijiwa Entertainment - Hình thức: Album kỹ thuật số, album vật lý | Danh sách bài hát 1. @Chúng Ta (Us) 2. Quan Trọng Nhất Nhất (I Remember U) 3. Cuồng Phong (Me And My Girl) 4. Đừng Sợ, Tương Lai Sẽ Đến (Bonbon Voyage) 5. Dõi Theo Tôi (We'll Rule The World) 6. @Chúng Ta (Us) (Inst.) 7. Quan Trọng Nhất Nhất (I Remember U) (Inst.) 8. Cuồng Phong (Me And My Girl) (Inst.) 9. Đừng Sợ, Tương Lai Sẽ Đến (Bonbon Voyage) (Inst.) 10. Dõi Theo Tôi (We'll Rule The World) (Inst.) |               |

### Đĩa đơn
| Tên                                                           | Năm  | Album                     |
| ------------------------------------------------------------- | ---- | ------------------------- |
| "Bạn Là Quan Trọng Nhất Nhất Nhất" (You Are Everything To Me) | 2020 | Định Luật Ngạnh Đường     |
| "BONBON GIRLS"                                                | 2020 | Định Luật Ngạnh Đường     |
| "Quyết Chiến Thắng" (We Are Young)                            | 2020 | Định Luật Ngạnh Đường     |
| "Cảnh Báo Phía Trước Là Siêu Hạng A" (Super A Warning Ahead)  | 2020 | Định Luật Ngạnh Đường     |
| "PLMM"                                                        | 2020 | Định Luật Ngạnh Đường     |
| "Ăn Kẹo" (Trick Or Treat)                                     | 2020 | Định Luật Ngạnh Đường     |
| "Tóc Hai Chùm" (Slay And Play)                                | 2021 | Những Cô Nàng Lợi Hại     |
| "Vận May Hôm Nay" (Fortune Of Today)                          | 2021 | Những Cô Nàng Lợi Hại     |
| "Những Cô Nàng Lợi Hại" (Fearless Girls)                      | 2021 | Những Cô Nàng Lợi Hại     |
| "2021 Không Muốn Ngủ" (Funk Up Dance)                         | 2021 | Những Cô Nàng Lợi Hại     |
| "Tóc Hai Chùm" (Slay And Play) (English ver.)                 | 2021 | Những Cô Nàng Lợi Hại     |
| "Trước Mùa Thu" (Before The Autumn)                           | 2021 | Những Cô Nàng Lợi Hại     |
| "@Chúng Ta" (Us)                                              | 2022 | Đừng Sợ, Tương Lai Sẽ Đến |
| "Quan Trọng Nhất Nhất" (I Remember U)                         | 2022 | Đừng Sợ, Tương Lai Sẽ Đến |
| "Cuồng Phong" (Me And My Girl)                                | 2022 | Đừng Sợ, Tương Lai Sẽ Đến |
| "Đừng Sợ, Tương Lai Sẽ Đến" (Bonbon Voyage)                   | 2022 | Đừng Sợ, Tương Lai Sẽ Đến |
| "Dõi Theo Tôi" (We'll Rule The World)                         | 2022 | Đừng Sợ, Tương Lai Sẽ Đến |

### Một số bài hát khác
| Tên                                    | Năm  | Album                                        | Thành viên                 |
| -------------------------------------- | ---- | -------------------------------------------- | -------------------------- |
| "Kéo Tôi" (Pull Me)                    | 2020 | Shenwu 4 10th Anniversary Promotional Single | Cả nhóm trừ Vương Nghệ Cẩn |
| "Thời Khắc Tập Hợp" (Just Team Up)     | 2021 | PUBG Promotional Single                      | Cả nhóm                    |
| "Học Viện Sử Lai Khắc" (Shrek Academy) | 2021 | Đấu La Đại Lục OST                           | Cả nhóm                    |
| "Trung Quốc Muôn Màu" (Colorful China) | 2022 |                                              | Cả nhóm trừ Trịnh Nãi Hinh |

### Đĩa đơn hợp tác
| Tên                                                           | Năm  | Hợp tác với | Album                                        |
| ------------------------------------------------------------- | ---- | --- | -------------------------------------------- |
| "Giấc Mơ Trung Quốc, Giấc Mơ Của Tôi" (China Dream, My Dream) | 2022 | Hoàng Hiên, Tống Thiến, Tiêu Chiến, Nhậm Gia Luân, Dương Dương, Dương Mịch, Hoàng Giác, Châu Thâm, Mao Bất Dịch, Địch Lệ Nhiệt Ba, INTO1, Trương Kiệt, Dương Thiên Hoa, Kim Thần, Mạnh Giai, Trương Vạn Nhất, Tiêu Thuận Dao, Trần Tiểu Xuân, Trương Trí Lâm, Lâm Hiểu Phong, Lương Hán Văn | Giấc Mơ Trung Quốc, Giấc Mơ Của Tôi 2022 OST |
| "Đưa Cho Bạn" (For U)                                         | 2022 | Trần Hằng, Lạc Thần Quân, Lạc Chỉ Dao, Lưu Khoa Ngâm, Lý Ngọc Hiên, Tô Lệ Văn, Doãn Mạn Linh, Nguyên Hạo Minh, Nguyên Mẫn, Trương Ngọc Hàm | Bản Giao Hưởng Của Thiên Hà                  |